# Hans van Nauta Lemke
Hans Rudolf van Nauta Lemke (Palembang, 22 november 1924 – Den Haag, 10 januari 2021) was een Nederlands elektrotechnisch ingenieur, hoogleraar in de regeltechniek aan de Technische Hogeschool te Delft en rector magnificus van 1970 tot 1973. 

## Levensloop
Van Nauta Lemke studeerde elektrotechniek aan de Technische Hogeschool te Delft van 1946 tot 1950. Hij studeerde af bij J.P. Schouten, de opvolger van Gerhard Joan Elias, op het onderwerp "De berekening van de impedantie van een antenne in een golfgeleider van rechthoekige doorsnede."
Na zijn afstuderen begon Van Nauta Lemke in Den Haag bij Van der Heem & Bloemsma, producent van radio's en elektrische huishoudelijke producten en gereedschappen. Hij begon met het onderzoeken en ontwikkelen van antennes in het televisie-laboratorium. Hij werkte verder op het laboratorium voor elektronische apparaten, waar hij in 1955 de leiding kreeg. Het onderzoek richtte zich op servo- en regeltechniek en op militaire toepassing van halfgeleiders, en hiervoor bracht hij vijf maanden door aan het Massachusetts Institute of Technology.
In 1959 werd Van Nauta Lemke aan de Technische Hogeschool te Delft afdeling der Elektrotechniek aangesteld als gewoon hoogleraar. Op 30 september 1959 sprak hij de inaugurele rede "Scheppen, Waarnemen, Regelen." Zijn dienstverband in Delft duurde tot 1989, waarbij hij van september 1970 tot september 1973 ook optrad als rector magnificus van de Hogeschool.  
Van Nauta Lemke was onderscheiden als erelid van de Electrotechnische Vereeniging ETV en het KIvI, was Ridder in de Orde van de Nederlandse Leeuw, en ontving de gouden legpenning van TNO defensie. Hij overleed begin 2021 op 96-jarige leeftijd.

## Publicaties, een selectie
- H.R. van Nauta Lemke. Frekwentieresponsies in de regeltechniek
- H.R. van Nauta Lemke. Scheppen, waarnemen, regelen, inaugurele rede, 1959.
- Boiten, R. G., Van Nauta Lemkean Nauta Lemke, HR., & Verhagen, C. J. D. M. (1960). Meet- en regeltechniek aan de Technische Hogeschool te Delft. (2 ed.) Delft: T.H. Mededelingen.
- H.R. van Nauta Lemke &  H.B. Verbruggen Digital computer applications to process control, proceedings of the 5th IFAC/IFIP International conference, The Hague, the Netherlands, June 14-17, 1977, 1977.